# أم الروس الناصرية (الرقة)
أم الروس_الناصرية قرية سورية تتبع ناحية سلوك في منطقة تل أبيض في محافظة الرقة. بلغ عدد سكانها 195 نسمة في عام 2004 حسب إحصاء المكتب المركزي للإحصاء.